# J & M Motor Car Company

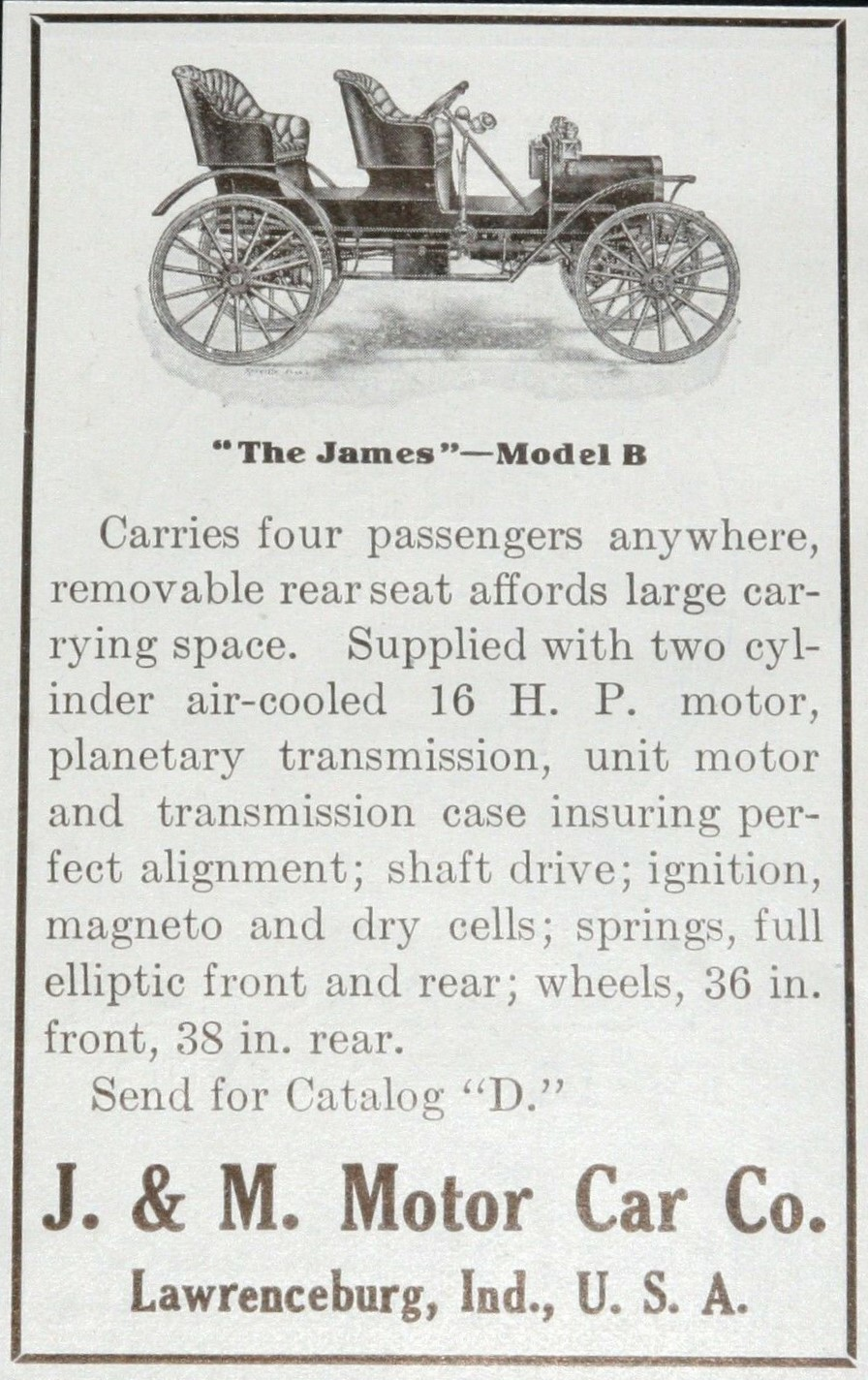
James Model B Anzeige - Cycle and Automobile Trade Journal (1909)

J & M Motor Car Company war ein US-amerikanischer Hersteller von Automobilen.

## Unternehmensgeschichte
Das Unternehmen hatte seinen Sitz in Lawrenceburg in Indiana. H. K. James war Präsident und Generalmanager. 1909 begann die Produktion von Automobilen. Der Markenname lautete James. 1911 endete die Produktion. Insgesamt entstanden nur wenige Fahrzeuge.

## Fahrzeuge
Von 1909 bis 1910 stand ein Highwheeler im Sortiment. Er ähnelte den Modellen von der De Tamble Motor Company. Eine Quelle schreibt, es sei denkbar, dass die Fahrgestelle von der Anderson Carriage Manufacturing Company kamen. Ein luftgekühlter Zweizylindermotor, der mit 14/16 PS angegeben war, trieb über ein Planetengetriebe und eine Kardanwelle die Hinterachse an. Der Radstand betrug 229 cm. Die Vorderräder waren 36 Zoll groß und die hinteren 38 Zoll. Zur Wahl standen Model A als Roadster, Model B als Surrey und Model C als Runabout. Der Neupreis betrug zwischen 700 und 800 US-Dollar.
1911 erschien ein moderneres Fahrzeug mit niedrigerem Fahrgestell und kleineren Rädern. Das Modell wurde Dearborn genannt. Es hatte einen Vierzylindermotor mit 35 PS Leistung. Der Radstand betrug 274 cm. Aufbau war ein offener Tourenwagen  mit fünf Sitzen.

## Modellübersicht
| Jahr      | Modell      | Ausführung | Zylinder | Leistung (PS) | Radstand (cm) | Aufbau               |
| --------- | ----------- | ---------- | -------- | ------------- | ------------- | -------------------- |
| 1909–1910 | Highwheeler | Model A    | 2        | 14/16         | 229           | Roadster             |
| 1909–1910 | Highwheeler | Model B    | 2        | 14/16         | 229           | Surrey               |
| 1909–1910 | Highwheeler | Model C    | 2        | 14/16         | 229           | Runabout             |
| 1911      | Dearborn    |            | 4        | 35            | 274           | Tourenwagen 5-sitzig |